# 一柳通
一柳通（いちやなぎどおり）は、愛知県名古屋市中川区の地名。現行行政地名は一柳通1丁目及び一柳通2丁目。住居表示未実施。

## 地理
名古屋市中川区の中央部の北側に位置し、東に八田本町、西と南に野田、北に開平町と接する。

## 歴史
平安期にあった伊勢神宮の御厨（一楊御厨）が地名の由来。明治期に野田村の一部。以後、御厨村、荒子村と合併を続け、1921年より名古屋市南区に編入。1937年の中川区分区により中川区野田町の一部。1953年に野田町から分割されて一柳通となった。

## 世帯数と人口
2019年（平成31年）4月1日現在の世帯数と人口は以下の通りである。
| 町丁   | 世帯数 | 人口 |
| ------ | ------ | ---- |
| 一柳通 | 20世帯 | 43人 |

### 人口の変遷
国勢調査による人口の推移
| 1995年（平成7年）  | 70人 | [ 7 ]  |  |
| 2000年（平成12年） | 63人 | [ 8 ]  |  |
| 2005年（平成17年） | 62人 | [ 9 ]  |  |
| 2010年（平成22年） | 51人 | [ 10 ] |  |
| 2015年（平成27年） | 50人 | [ 11 ] |  |

## 学区
市立小・中学校に通う場合、学校等は以下の通りとなる。また、公立高等学校に通う場合の学区は以下の通りとなる。
| 番・番地等 | 小学校               | 中学校               | 高等学校 |
| ---------- | -------------------- | -------------------- | -------- |
| 全域       | 名古屋市立野田小学校 | 名古屋市立一柳中学校 | 尾張学区 |

## 交通
- 愛知県道190号名古屋一宮線

## その他

### 日本郵便
- 郵便番号 : 454-0905[3]（集配局：中川郵便局[14]）。